# JR貨物18A形コンテナ
JR貨物18A形コンテナ（JRかもつ18Aがたコンテナ）は、日本貨物鉄道（JR貨物）が1987年（昭和62年）度に2,500個製造した、鉄道輸送用12ft型の5t積み有蓋コンテナである。

## 概要
国鉄時代末期に、たばこ輸送用として製造された、C40形後継型である。1987年（昭和62年）度にJR化後初の汎用輸送型として、富士重工業（1,250個）、東急車輛製造（750個）、日本車輌製造（500個）にて合計2,500個が製作された。
基本構造は、側面凹凸がなくなり平面仕様となった以外はC40形と同一であり、片側扉及び片妻壁側扉を設けている。外法寸法は高さ2,500 mm、幅2,438 mm、長さ3,658 mm、自重1.4 t。内容積は18 m3。東急車輛製造分で四面共に全てが平面のタイプも登場した。塗装は、青22号「コンテナブルー」をベースにクリームの塗り分け、JRロゴが入った斬新なものとなった。

## 現状
- 1988年（昭和63年）に、コンテナ緊締装置の改良により床面高さを下げて容積を拡大を図った18C形へ製作が移行したため、本形式の製作は2,500個となった。
- 1999年（平成11年）度以降、19F形や19G形の登場により廃棄が進み、2010年（平成22年）1月に全廃された。